# Baltasar Hubmaier
Baltasar Hubmaier (Friedberg (Baviera), 1485 - Viena, 10 de marzo de 1528) fue un teólogo anabaptista.

## Estudios
Asistió a la escuela primaria en Augsburgo y se matriculó en la Universidad de Friburgo de Brisgovia el 1 de mayo de 1503. Por falta de fondos dejó la universidad para trabajar como maestro en Schaffhausen. Regresó a Friburgo en 1507 y se graduó en 1511. El 29 de septiembre de 1512 recibió el doctorado en teología en la Universidad de Ingolstadt. Ordenado sacerdote, fue nombrado predicador y capellán de esta universidad, así como catedrático, llegando a ser vicerrector en 1515.

## Antisemitismo
Dejó Ingolstadt para asumir como párroco católico en la Catedral de Ratisbona en 1516. Allí tuvo gran éxito al sumarse a una campaña contra los judíos que culminó con el despojo de la sinagoga y su conversión en una capilla, en la cual se aseguraba que ocurrieron 54 milagros. Esto atrajo a peregrinos y proporcionó ingresos económicos a la ciudad, pero causó la ira de los dominicos, que perdieron los suyos y se enfrentaron con las autoridades locales y con Hubmaier. En 1521 se fue de párroco a Waldshut (Baden-Wurtemberg).
En 1527, ya como seguidor de la Reforma y del Movimiento Anabaptista, el mismo Hubmaier expresa un cambio de actitud hacia los judíos en una de sus obras titulada “Sobre la expulsión cristiana”; en esta obra trataba el tema de la disciplina eclesiástica en la que se expulsa a un cristiano de la congregación. Ahí, dijo lo siguiente: “Sí, de hecho debo mostrar amistad hacia los judíos[…], para que puedan ser atraídos por un ejemplo cristiano a la fe cristiana.”

## Conversión
En junio de 1522, viajó a Basilea, donde conoció a Erasmo de Roterdam y Heinrich Glareanus. Visitó otras ciudades suizas, donde obtuvo varios escritos de Martín Lutero y se enteró de los progresos de la Reforma protestante. Al regresar a Waldshut, se dedicó a estudiar el Nuevo Testamento y cambió radicalmente de ideas. Cuando aceptó una invitación para predicar en Ratisbona, sorprendió a sus oyentes.

## Reforma
Desde marzo de 1523 se relacionó con Ulrico Zuinglio y en octubre de ese año participó en un debate en Zúrich, en el que manifestó su seguimiento a la Biblia y dejó entrever que no compartía el bautismo infantil. Allí conoció a quienes después se destacarían como líderes del anabaptismo, entre ellos a Conrad Grebel. En Waldshut se dedicó a preparar un programa para la Reforma en toda la región, para lo cual redactó 18 artículos normativos, entre los que se encontraban la justificación por la fe, la exigencia de fe viva manifestada en el amor al prójimo, el bautismo por voluntad propia y el rechazo al celibato sacerdotal obligatorio. En 1524 contrajo matrimonio con Elizabeth Hügline de Reichenau.
El emperador Fernando I de Habsburgo y el obispo de Constanza exigieron la destitución de Hubmaier. Aunque contaba con el apoyo total de la población y las autoridades locales, ante la amenaza de intervención de las tropas imperiales decidió abandonar Waldshut y refugiarse en Schaffhausen, donde escribió el folleto Concerniente a los herejes y a aquellos que los queman, en el que rechazaba las persecuciones religiosas de cualquier tipo y proclamaba la libertad de culto y la obligación de los cristianos de no usar "la espada o el fuego" para tratar de cambiar las creencias de otros.
En Waldshut se había organizado la defensa militar de la ciudad con el apoyo masivo de los campesinos, lo cual permitió el regreso triunfal de Hubmaier, aclamado por el pueblo y recibido formalmente con una fiesta en el ayuntamiento.

## Anabaptismo
En abril de 1525 fue bautizado por Wilhelm Reublin de Zúrich, quien se había refugiado en Waldshut tras ser desterrado por Zuinglio y acababa de imprimir un folleto contra el anabaptismo. Hubmaier redactó una respuesta a Zuinglio que tituló El bautismo cristiano de los creyentes, que se convirtió en la expresión clásica de las tesis anabaptistas. Zuinglio respondió con otro folleto, donde manifestaba que los anabaptistas destruirían el orden social si se les dejaba actuar.
Las tropas de Fernando I derrotaron a los campesinos y el 5 de diciembre de 1525 ocuparon Waldshut. Hubmaier logró huir, pero fue arrestado en Zúrich, donde se había escondido. En un debate público con Zuinglio se le obligó retractarse de sus tesis sobre el bautismo bajo la amenaza de ser expulsado de la ciudad y dejarle al arbitrio de Fernando I. Apenas se recuperó de una enfermedad que padecía, volvió a rechazar el bautismo infantil, por lo cual fue encarcelado y torturado en el "potro" hasta que firmó una retractación, tras lo cual salió de la ciudad hacia Moravia y se refugió en Nikolsburg (hoy Mikulov, República Checa).
En Nikolsburg encontró muchos seguidores durante 1526. Bautizó a más de seis mil personas, entre ellas a los barones de Dietrichstein. El impresor Froschauer, que también había huido de Zúrich, publicó allí 17 escritos de Hubmaier, entre ellos De la amonestación fraterna y Diálogo entre Baltasar Hubmaier de Friedberg y el maestro Ulrico Zuinglio de Zúrich sobre el bautismo infantil. Polemizó con otros anabaptistas, como Hans Hut, contra cuyas tesis escribió Sobre la espada, rechazando la idea de una guerra santa para establecer el reino de Dios. Tampoco aceptó las tesis de Jacobo Wiedemann y sus seguidores, quienes consideraban obligatoria la comunidad de bienes para los cristianos.

## Martirio
Obligados por un edicto de Fernando I del 28 de agosto de 1527, los nobles de Lichtenstein entregaron a Hubmaier y a su esposa en Viena, desde donde fue llevado preso al castillo de Kreuzenstein, a orillas del Danubio. Fue asistido en el proceso judicial por su amigo de juventud John Faber, vicario del obispo de Constanza, quien le ayudó a escribir una carta a Fernando I, en la que trataba de conciliar con parte del dogma católico, pero mantenía sus puntos de vista sobre el bautismo, la eucaristía y negaba la existencia del purgatorio. 
El 3 de marzo de 1528 fue enviado a Viena y nuevamente torturado para obligarle a que se retractara completamente, pero esa vez, más experimentado, mantuvo una entereza total hasta el 10 de marzo, día en que fue ejecutado en la hoguera junto a su esposa. Desde 1619 sus obras están incluidas en el Índice de Libros Prohibidos por la Iglesia católica.